# 龙井虾仁

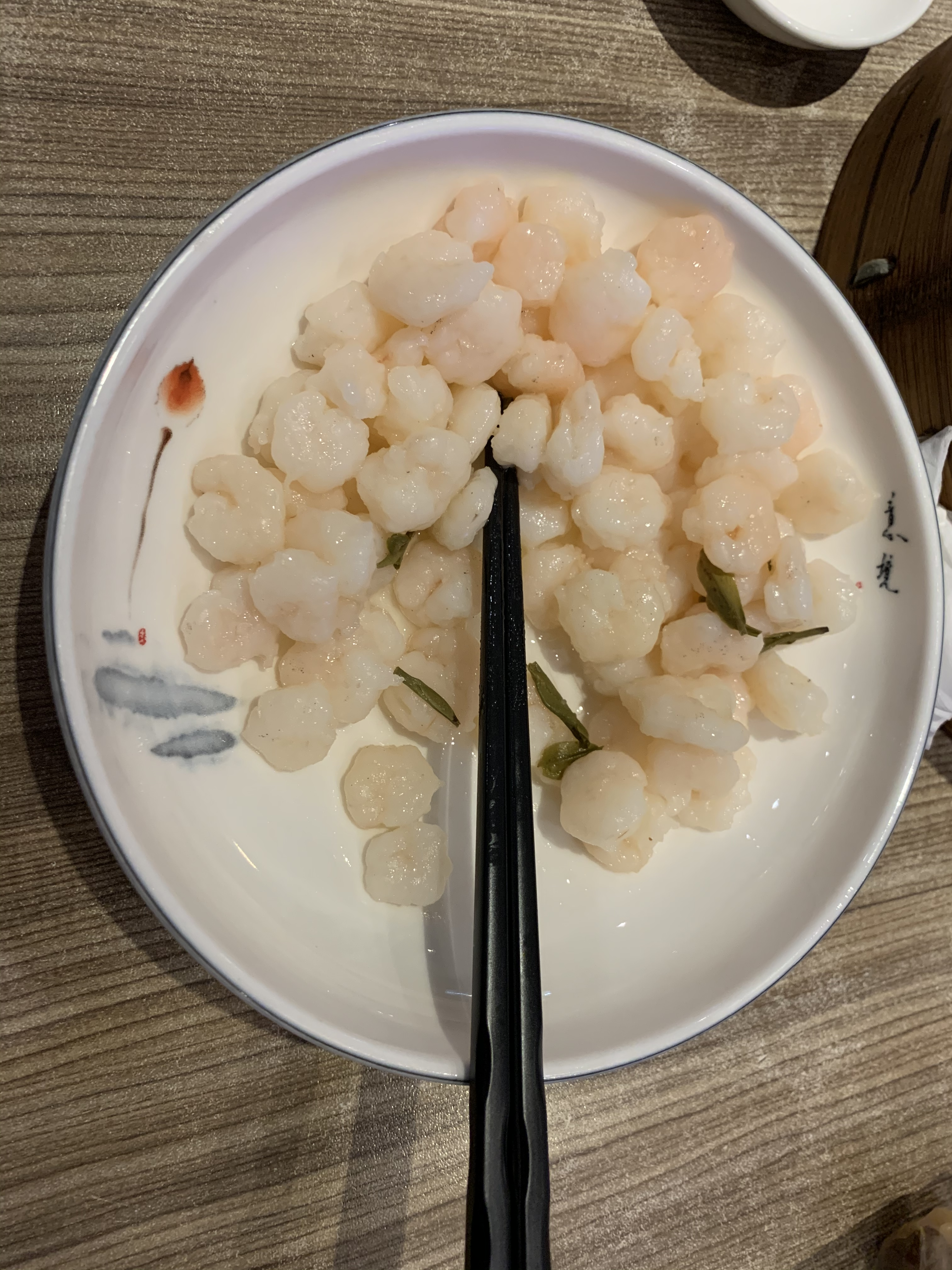
知味观出售的龙井虾仁

龙井虾仁是浙江杭州的一道特色名菜，以龙井茶叶与河虾仁为主料烹制而成，有茶叶的清香与虾的鲜美。
杭州楼外楼是制作龙井虾仁的名店。